# Nutzfahrzeug/Maße und Gewichte
Die für Nutzfahrzeuge zulässigen Gewichte und Abmessungen ergeben sich in Deutschland aus der Straßenverkehrszulassungsordnung (StVZO). Der deutsche Gesetzgeber hat damit wesentliche durch EG-Recht vorgegebene Regeln in das nationale Recht umgesetzt.
Die Reglementierung soll in erster Linie der Verkehrssicherheit, der Straßenschonung und dem Umweltschutz dienen. Durch das EG-Recht wird eine Angleichung nationaler Vorschriften in der Europäischen Union angestrebt, um einheitliche Wettbewerbsbedingungen zu schaffen und den Verkehr zwischen den Mitgliedstaaten zu erleichtern. In der Vergangenheit wurden darüber hinaus Reglementierungen mit einer lenkenden Absicht erlassen, um zu verhindern, dass der Transport von Gütern von der Schiene auf die Straße verlagert wird.

## Maße und Gewichte der Nutzfahrzeuge in der EU
Nutzfahrzeuge müssen in der Europäischen Union so gebaut und ausgerüstet sein, dass sie im Straßenverkehr niemanden schädigen, gefährden, behindern oder belästigen. Dazu gibt es in Europa dementsprechende nationale Vorschriften.
In der Richtlinie 96/53/EG des Rates vom 25. Juli 1996 sind u. a. folgende Abmessungen und Gesamtgewichte für den grenzüberschreitenden Verkehr festgesetzt, die beachtet werden müssen. Die einzelnen Mitgliedsstaaten dürfen in ihrem nationalen Recht (in Deutschland: StVZO) jedoch abweichende Regelungen für den innerstaatlichen Verkehr zulassen:
Größte Länge:
- 18,75 m bei einem Lastzug (Lastkraftwagen mit Anhänger)
- 16,50 m bei einem Sattelkraftfahrzeug (Kraftfahrzeug mit einem Sattelanhänger bzw. Auflieger)

Größte Breite (ohne Außenspiegel):
- 2,55 m alle Fahrzeuge, also auch Lastkraftwagen, Anhänger und Sattelauflieger
- 2,60 m größte Breite der Aufbauten von klimatisierten Fahrzeugen, die für die Beförderung von Gütern in temperaturgeführtem Zustand ausgerüstet sind und deren Seitenwände einschließlich Wärmedämmung mindestens 45 mm dick sind.

Größte Höhe:
- 4 m

Größter Abstand:
- 12 m zwischen der Achse des Sattelzapfens und der hinteren Begrenzung des Sattelanhängers
- 16,40 m zwischen dem vordersten äußeren Punkt der Ladefläche hinter dem Fahrerhaus und dem hintersten äußeren Punkt des Anhängers der Fahrzeugkombination
- 15,65 m zwischen dem vordersten äußeren Punkt der Ladefläche hinter dem Fahrerhaus und dem hintersten äußeren Punkt des Anhängers der Fahrzeugkombination, abzüglich des Abstands zwischen der hinteren Begrenzung des Kraftfahrzeugs und der vorderen Begrenzung des Anhängers (nutzbare Ladefläche)

Höchstzulässiges Gewicht des Fahrzeugs:
- 18 t zweiachsige Anhänger
- 25 t dreiachsige Anhänger
- 26 t dreiachsige Anhänger mit Luftfederung
- 36 t vierachsige Lastzüge oder Sattelkraftfahrzeuge
- 40 t Fahrzeugkombinationen mit fünf oder sechs Achsen
- 44 t dreiachsiges Kraftfahrzeug mit zwei- oder dreiachsigem Sattelanhänger, das im kombinierten Verkehr einen ISO-Container von 40 oder 45 Fuß befördert

Höchstzulässige Achslasten
- 10 t Einzelachse ohne Antrieb
- 11,5 t Antriebsachse

§ 35 StVZO schreibt zudem bei Lastkraftwagen sowie Kraftomnibussen einschließlich Gepäckanhänger und bei Sattelkraftfahrzeugen und Lastkraftwagenzügen, die nach dem 1. Januar 2001 erstmals in den Verkehr gekommen sind, eine Motorleistung von mindestens 5 kW (6,8 PS) je Tonne des zulässigen Gesamtgewichts (zGG) des Kraftfahrzeugs und der jeweiligen Anhängelast vor. Bei Kraftfahrzeugen, Sattelkraftfahrzeugen und Zügen, bei denen das Kraftfahrzeug oder das ziehende Fahrzeug zwischen dem 1. Januar 1969 und dem 31. Dezember 2000 erstmals in den Verkehr gekommen ist, gilt eine Mindest-Motorleistung von 4,4 kW (5,98 PS) je Tonne.

### Maße und Gewichte der Nutzfahrzeuge in Deutschland
In den deutschen Bundesländern wurden und werden Pilotprojekte mit dem EuroCombi mit jeweiligen spezifischen Sondergenehmigungen getestet. Anfang 2010 wurde ein bundesweiter Feldversuch angekündigt, der noch bis Ende 2016 lief und sich an der volumenorientierten niederländischen Variante orientierte. Resultate der BaSt sprechen für eine Fortsetzung des Einsatzes von EuroCombi bzw. Lang-Lkw aufgrund der Richtlinien 96/53 EG oder 2015/719 Abmessungen und Gewichte aus. Der Entwurf vom BMVI sieht vor, den bis 31. Dezember 2016 laufenden Feldversuch vom EuroCombi / Lang-Lkw (Typ 2) in einen unbefristeten Dauerbetrieb zu überführen. „Insgesamt sprechen die Resultate der wissenschaftlichen Begleitung klar und deutlich für eine Fortsetzung des Einsatzes von Lang-Lkw“, heißt es in dem Papier. Bei den Gewichten der Lang-Lkw Typ 1 und Typ 2 wird sich nichts ändern.
Lang-Lkw Typ 1 = Verlängerter Sattelzug mit einer auf 17,80 m beschränkten Länge. Im Rahmen der 7. Änderungsverordnung zur Ausnahmeverordnung Lang-Lkw wurde vom BMVI eine siebenjährige Erprobungsfrist genehmigt, wobei festzuhalten ist, das am 1. Januar 2012 die 1. Ausnahmeverordnung in Kraft getreten war und z. B. acht Bundesländer den flächendeckenden Einsatz (ohne Positiv-Straßennetz) den „17,80 m“ erlaubt haben. Im Rahmen der 8. Änderungsverordnung werden die Bundesländer Sachsen-Anhalt, Rheinlandpfalz und das Saarland ebenso den flächendeckenden Einsatz erlauben. Es fehlen nur noch Baden-Württemberg, Bremen, Mecklenburg-Vorpommern und Brandenburg sowie Berlin.
Lang-Lkw Typ 2 = u. a. Sattelkraftfahrzeug mit Zentralachsanhänger (EuroCombi). Hierzu waren wissenschaftliche Ergebnisse noch nicht ausreichend, um eine Überführung in den Dauerbetrieb ab 2017 zweifelsfrei empfehlen zu können. Er soll zunächst nur für bis Ende 2017 befristet zugelassen werden.

## Historische Entwicklung in Deutschland
Deutsches Reich

### 1908 bis 1919
1908 wurden die Bedingungen für Subventions-Lkw festgelegt: Die Spurbreite und Radstand wurden vorgeschrieben, zwischen 16 und 20 km/h Höchstgeschwindigkeit wurde für die größten Lkw verlangt.
- 4 t Nutzlast
- 9 t zGG Lkw
- 22 kW Mindest-Motorleistung[7]

Durch das Inkrafttreten des ersten Straßenverkehrsgesetzes am 1. April 1910, wurden allgemeine Vorschriften erlassen, Maße und Gewichte jedoch nicht.

### 1919 bis 1926
Achslasten wurden ab dem 1. Juni 1919 auf 6 t begrenzt, die sonstigen Maße wurden von den Subventions-Lkw übernommen.
- 2,25 m Breite
- 3,80 m Höhe

### 1926 bis 1938
Erstmals wurden die zulässigen Achslasten, Lkw-Längen und Breiten für Zwei- und Dreiachser, sowie die Anzahl und das zGG der Anhänger reglementiert.
5. Dezember 1925
- 9 t zGG Zweiachser-Lkw
- 15 t dreiachsiger Lkw[10]
- 7,5 t zGG Anhänger
- 6 t Einzelachse Achsdruck[10]
- 5 t Doppelachse Achsdruck[10]

15. Juli 1930
- 10,8 t zGG zweiachsiger Lkw
- 16 t zGG dreiachsiger Lkw
- 5 t zweiachsig (Nutzlast)
- 10 t zweiachsig (Nutzlast)
- 4 t einachsiger Anhänger (Nutzlast)
- 7,5 t zweiachsiger Anhänger (Nutzlast)
- 10,5 t dreiachsiger Anhänger (Nutzlast)
- 7,5 t Einzelachse Achsdruck
- 5,5 t Doppelachse Achsdruck

- 2,25 - 2,35 m Breite (letzterer Wert galt für 9,5 t Lkw und 5,5 t Omnibusse)

1. Oktober 1934 (2. VO zu RStVO - RGBl.I Nr. 112)
- 13 t zGG zweiachsiger Lkw
- 18,5 t zGG dreiachsiger Lkw
- 24 t zGG vierachsiger Lkw
- 7,5 t Doppelachse Achsdruck

- 2,35 m Breite bis 7 t zGG
- 2,50 m Breite über 7 t zGG
- 4 m Höhe
- 22 m Lastzug-Länge

13. November 1937 wurde die erste StVZO (Straßenverkehrs-Zulassungs-Ordnung) erlassen, die am 1. Januar 1938 in Kraft trat. Damit wurden neue Regelungen getroffen: (StVZO - RGBl. I S. 1215).
- 16 t zGG zweiachsiger Lkw
- 24 t zGG dreiachsiger Lkw
- 24 t zGG vierachsiger Lkw[12]
- 40 t zGG Lastzug
- 35 t zGG Sattelzug

- 10 t Einzelachse Achsdruck
- 16 t Doppelachse Achsdruck

- 2,50 m Breite bis 7 t zGG
- 2,50 m Breite über 7 t zGG
- 10 m Länge zweiachsige Lkw
- 12 m Länge zwei + dreiachsige Omnibusse
- 14 m Länge Sattelzug
- 4 m Höhe
- 20 m Lastzug-Länge

Ab März 1938 
1939 wurden die Achslasten stark vereinfacht und erhöht.
- 9 t zGG Einzelachse
- 14 t zGG Zweiachser[14]

Durch einen Runderlass vom 15. Juni 1940 (RGBl. S. 220) durften hinter Kraftfahrzeugen (Lkw) ab sofort zwei auflaufgebremste Anhänger mitgeführt werden.

## Historische Entwicklung in Europa

### 1949 bis 1956 – Anpassung an die Entwicklung der Nutzfahrzeuge
Europa
Im Jahr 1949 trafen sich zum ersten Mal die europäischen Verkehrsminister in Genf und beschlossen für Europa eine Konvention bezüglich der Nutzfahrzeug-Längen und Gewichte. Es sollte eine Harmonisierung der Vorschriften u. a. als Rechtssicherheit für die Nutzfahrzeugindustrie stattfinden. Deutschland hatte diesen Beschluss nicht unterschrieben. Vorgesehen waren folgende Maße und Gewichte:
- 18,00 m Lastzug-Länge
- 32 t zGG Lastzüge
- 2,50 m Breite
- 4 m Höhe

Deutschland
Am 25. November 1951 wurde die StVZO in den Vorkriegsstand zurückgesetzt. Ab 1. April 1953 wurde der zweite Anhänger für Lkw verboten. Für die Zugmaschinen konnte der zweite Anhänger weiterhin benutzt werden.
- 20 m Lastzug-Länge
- 14 m Sattelzug-Länge

### 1956 bis 1960 – Große Beschränkungen
Deutschland
Mit drastischen Maß- und Gewichtsbeschränkungen für Lkw versuchte der damalige Bundesverkehrsminister Hans-Christoph Seebohm, den rapide wachsenden Lkw-Verkehr zu beschränken und die Deutsche Bundesbahn wieder konkurrenzfähiger zu machen.
Am 21. März 1956 gab es eine Neuregelung der StVZO, inoffiziell die Seebohm’schen Gesetze genannt. Vor der Neuregelung durften Lkws bis zu 20 m lang sein und maximal 40 Tonnen wiegen.
Für ab dem 1. Januar 1958 erstmals zugelassene Lkw galten folgende Beschränkungen:
- 11 m Länge und 12 t zGG für Zweiachs-Lkw
- 12 m Länge und 16 t zGG für Dreiachs-Lkw
- 14 m Länge und 24 t zGG für Last- und Sattelzüge
- 8 t Achslast
- 6 PS Motorleistung pro Tonne Gesamtgewicht

Für bereits zugelassene Lkw galten diese Beschränkungen zunächst nicht; sie sollten später in Kraft treten. Ein mitgeführter Anhänger durfte maximal das zulässige Gesamtgewicht des Zugfahrzeugs haben. Für einen Solo-Dreiachser galten andere Vorschriften als für einen Zweiachser. Der Dreiachser konnte 
bei einem zulässigen Gesamtgewicht von 16 Tonnen mit einem 16-Tonnen-Anhänger einen Lastzug mit 32 Tonnen Gesamtgewicht bilden. Der Anhänger musste jedoch vor Januar 1958 gebaut worden sein. 
Daimler-Benz baute als Notlösung wegen dieser Änderung der StVZO den dreiachsigen Mercedes-Benz LP 333 („Tausendfüßler“), einen Frontlenker mit doppelter Vorderachse. 
1960 wurde das zulässige Gesamtgewicht auch für zweiachsige LKW wieder von 12 auf 16 t erhöht. Deshalb wurde der LP 333 nur von 1958 bis 1961 gebaut.

### 1960 bis 1965 – Lockerung in Anbetracht der zukünftigen EWG
Deutschland
Am 7. Juli 1960 erfolgte die Einführung der ersten europäischen Maße und Gewichte durch die StVZO. Es wurden bezüglich der EWG-Mitgliedschaft die 1949 nicht unterschriebenen Harmonisierungs-Vorschriften in Kraft gesetzt.
- 11 m Länge und 16 t zGG für Zweiachs-Lkw
- 12 m Länge und 22 t zGG für Dreiachs-Lkw
- 15 m Gesamtlänge und 32 t zGG für Sattelzüge
- 16,5 m Gesamtlänge und 32 t zGG für Lastzüge
- Anhängelast darf das zGG des Zugfahrzeugs nicht überschreiten

Die neuen Grenzwerte traten für alle vor dem 1. Januar 1958 erstmals zugelassenen Lkw spätestens zum 1. April 1964 in Kraft. 6 PS pro Tonne Motorleistung wurden bereits ab dem 1. April 1963 gefordert. Bis zum 31. März 1962 durften vor dem 1. Januar 1958 zugelassene Lastzüge noch mit einem dreiachsigen Anhänger und einer Gesamtlänge von 20 m verkehren, ab dem 1. April 1961 nur, sofern der Fahrer eine Kaufbestätigung für einen Zweiachs-Anhänger kürzerer Abmessung bei sich führte, aus der hervorgeht, dass der Anhänger-Produzent erst später liefern kann. Lastzüge im grenzüberschreitenden Güterverkehr durften bis zu 18 m lang sein, sofern dies die Vorschriften der bei der Fahrt berührten ausländischen Gebiete zuließen. Für Last- und Sattelzüge im grenzüberschreitenden Güterverkehr galten bis zum 31. Dezember 1965 auch nicht die Beschränkungen hinsichtlich Motorleistung und Anhängelast.

### 1965 bis 1990 – Erste Regelung innerhalb der EWG
Zum 1. Mai 1965 wurde gemäß der Richtlinie 85/3 EWG die StVZO in Kraft gesetzt, die innerhalb der EWG von den EG-Verkehrsministerrat vereinbart wurde.
- 12 m Länge und 16 t zGG für Zweiachs-Lkw
- 12 m Länge und 22 t zGG für Dreiachs-Lkw
- 15 m Gesamtlänge und 38 t zGG für Sattelzüge
- 18 m Gesamtlänge und 38 t zGG für Lastzüge
- Anhängelast maximal das 1,4-fache des zGG des Zugfahrzeugs (bei durchgehender Bremsanlage)
- 10 t Achslast
- 2,50 m Breite
- 4 m Höhe

Für Fahrzeuge mit mehr als 32 t zGG wurde eine Ausnahme von den geforderten 6 PS pro Tonne Motorleistung gemacht. Für bis zum 31. Dezember 1965 erstmals zugelassene Lkw reichten 5 PS pro Tonne, für zwischen dem 1. Januar 1966 und dem 31. Dezember 1968 zugelassene Lkw 5,5 PS pro Tonne.
8 PS pro Tonne galten bis zum 25. April 1976 für alle ab dem 1. Januar 1971 erstmals zugelassenen Lkw bis 28,5 t und alle ab dem 1. Januar 1972 erstmals zugelassenen Sattel- und Lastzüge mit mehr als 28,5 t. Anschließend betrug die Mindest-Motorleistung 4,4 kW (5,98 PS) je Tonne bei Kraftfahrzeugen, Sattelkraftfahrzeugen und Zügen, die ab dem 1. Januar 1969 erstmals in den Verkehr kamen.
Am 1. Juli 1986 wurden die Lkw-Gewichte in der StVZO auf Grund der EWG geändert. Seit 1984 hat der zugelassene Vierachser ein erhöhtes Gewicht.
- 40 t zGG Lastzug
- 11 t Antriebsachse
- 17 t zGG Zweiachser
- 24 t zGG Dreiachser
- 32 t zGG Vierachser

### 1990 bis 1995 – Gemeinsame Maße und Gewichte im EWR
Am 31. Dezember 1991 gab es eine neue StVZO. Am 17. Dezember 1990 wurde die EG-Richtlinie 91/60 vom EG-Ministerrat entschieden, die Richtlinie 85/3 EWG abzuändern. Die Änderung betraf wichtige Abmessungen und bestimmte andere technische Merkmale von bestimmten Fahrzeugen des Güterverkehrs. Erstmals wurde in Europa beschlossen, dass eine Verlängerung der Ladefläche nicht zu Lasten der Verkehrssicherheit und des Kraftfahrers zugelassen werden konnte. Festgelegt wurde, wie lang ein Lastzug sein darf, um ein gesundes, allezeit befriedigendes Verhältnis von belegter Verkehrsfläche und wirtschaftlich optimaler Transportraum-Nutzung herzustellen. Die kurzgekoppelten Lkw dürfen sich während des Kurvenverlaufs aus Sicherheitsgründen etwas verlängern, jedoch ohne Zutun des Fahrzeugführers oder anderer Personen. Für das Fahrerhaus konnte nun der „Funktionsraum“ für den Lkw-Fahrer im Fernverkehr beim Tiefenmaß dementsprechend ausgenutzt werden. Für alte Lkw wurde eine Übergangsfrist bis zum 31. Dezember 1998 für die Ladeflächen und die Gesamtlänge erlaubt. Besondere spezielle Maße und Gewichte wurden extra geregelt.
- 18,75 m Lastzug Gesamtlänge
- 2,55 m Breite
- 4 m Höhe
- 16,00 m Gesamtlänge ab Hinterkante Fahrerhaus
- 15,65 m nutzbare Ladefläche
- 2,35 m Fahrerhaustiefe